# El Oro de Hidalgo
El Oro de Hidalgo est une ville située dans l'État de Mexico.